# Steven E. Jones
Steven Earl Jones (25 de março de 1949) é um físico norte-americano. No meio acadêmico e científico, Jones ficou conhecido por sua longa pesquisa sobre  fusão catalisada por muons.
Jones tornou-se conhecido do público principalmente por ser um dos fundadores da organização Scholars for 9/11 Truth, criada em 2005. Ele retirou-se da organização pouco depois, por divergências quanto ao método de atuação, para fundar a Scholars for 9/11 Truth & Justice, em 2006. Ambas as organizações contestam a versão oficial acerca dos ataques ao World Trade Center, em 11 de setembro de 2001.
Segundo Jones o impacto de um avião não poderia ter resultado em um colapso tão rápido e queda vertical das torres do World Trade Center. Ele defende que, de fato, tenha ocorrido uma implosão,  tecnicamente controlada, mediante a instalação prévia de explosivos  instalados em vários pontos da estrutura dos prédios.
Em razão de suas posições acerca dos atentados de 11 de setembro, Jones foi colocado em licença remunerada compulsória e afastado de suas atividades na Brigham Young University (BYU). Pouco depois, no fim de 2006, ele foi precocemente aposentado, como professor emérito, aos 57 anos.

### Sobre as pesquisas de Steven Jones acerca da fusão a frio
- Infinite Energy Magazine article covering Cold Fusion with mention of Jones' contributions
- WIRED Magazine article covering Cold Fusion with mention of Jones' contributions

### Sobre as pesquisas de Steven Jones acerca do 11 de setembro
- Scholars For 9/11 Truth & Justice
- 'Why Indeed Did the WTC Buildings Collapse?' by Steven E. Jones
- 'Answers to Objections and Questions' PDF presentation by Steven E. Jones
- Gravois, John (2006). «A theory that just won't die». News. CanWest Interactive. Consultado em 21 de agosto de 2006. Arquivado do original em 12 de fevereiro de 2012
- 'Fourteen Points of Agreement with Official Government Reports on the World Trade Center Destruction', by Steven E. Jones, Frank M. Legge, Kevin R. Ryan, Anthony F. Szamboti, & James R. Gourley. The Open Civil Engineering Journal, Volume 2, Issue 1, pp. 35–40.
- 'Active Thermitic Material Discovered in Dust from the 9/11 World Trade Center Catastrophe', by Niels H. Harrit, Jeffrey Farrer, Steven E. Jones, Kevin R. Ryan, Frank M. Legge, Daniel Farnsworth, Gregg Roberts, James R. Gourley, Bradley R. Larsen. The Open Chemical Physics Journal, Volume 2, pp. 7–31.